# Боливия на летних Олимпийских играх 1968
Боливия принимала участие в Летних Олимпийских играх 1968 года в Мехико (Мексика) в третий раз за свою историю, но не завоевала ни одной медали.
За олимпийскую сборную Боливии выступали 4 спортсмена, которые участвовали в соревнованиях по 3 видам спорта (стрельба, гребля на байдарках и каноэ и конный спорт).

## Результаты

### Гребля на байдарках и каноэ
| Спортсмен         | Дисциплина                | Первый раунд | Первый раунд | Четвертьфинал | Четвертьфинал | Полуфинал            | Полуфинал            | Финал                | Финал                |                      |
| Спортсмен         | Дисциплина                | Время        | Место        | Время         | Место         | Время                | Место                | Время                | Итог                 |                      |
| ----------------- | ------------------------- | ------------ | ------------ | ------------- | ------------- | -------------------- | -------------------- | -------------------- | -------------------- | -------------------- |
| Фернандо Инчаусти | Байдарка-одиночка, 1000 м | DNF          | DNF          | DNS           | DNS           | Завершил выступления | Завершил выступления | Завершил выступления | Завершил выступления | Завершил выступления |

### Конный спорт
| Спортсмен             | Лошадь | Дисциплина | 1-й раунд | 1-й раунд | 2-й раунд            | 2-й раунд            | Итог  | Итог  |
| Спортсмен             | Лошадь | Дисциплина | Очки      | Место     | Очки                 | Место                | Очки  | Место |
| --------------------- | ------ | ---------- | --------- | --------- | -------------------- | -------------------- | ----- | ----- |
| Роберто Нильсен-Рейес | Укамау | Конкур     | 24,00     | 34        | Завершил выступления | Завершил выступления | 24,00 | 34    |

### Стрельба
| Спортсмен       | Дисциплина | Очки | Место |
| --------------- | ---------- | ---- | ----- |
| Карлос Асбун    | Трап       | 163  | 51    |
| Рикардо Робертс | Трап       | 161  | 52    |